# Samuel Costa
Samuel Almeida Costa (Aveiro, 27 de noviembre de 2000), conocido como Samú Costa, es un futbolista profesional portugués que juega como centrocampista en el R. C. D. Mallorca de la Primera División de España.

## Trayectoria
Nació en Aveiro (Portugal), el día 27 de noviembre de 2000. Jugó en su juventud en el Beira-Mar, en el G. D. Gafanha, en el Palmeiras FC de Braga y en el propio Sporting de Braga hasta el año 2020. Debutó en el Campeonato de Portugal con el filial del Sporting de Braga el día 2 de noviembre de 2019 en un partido contra el G. D. Bragança.
El 25 de julio del año 2020, jugó su primer partido con el primer equipo del Sporting de Braga, entrando al terreno de juego sustituyendo a Pedro Amador en el minuto 46 en un partido contra el F. C. Oporto que acabaría con victoria del Braga por 2 goles a 1.
El 10 de septiembre de 2020 fue cedido a la U. D. Almería, entonces de la Segunda División de España, por un año. Dicha cesión incluía una opción de compra por parte del equipo almeriensista. El 10 de junio de 2021, la U.D. Almería activó esta cláusula pagando 5 250 000€ al Sporting de Braga por el 100% de los derechos económicos y federativos del jugador. Llegó a disputar 32 encuentros en la Primera División durante la temporada 2022-23.
El 10 de agosto de 2023 fue traspasado al R. C. D. Mallorca con el que firmó por cinco años.

## Selección nacional
Samú formó parte de la selección de fútbol sub-19 de Portugal que acabó subcampeona tras ser derrotada por la selección de fútbol sub-19 de España en el Campeonato Europeo de la UEFA Sub-19 2019 disputado en Armenia. Posteriormente formó parte de manera asidua de la selección de fútbol sub-20 de Portugal.[cita requerida]
El 12 de octubre de 2024 hizo su debut con la absoluta en un encuentro de la Liga de Naciones de la UEFA 2024-25 ante Polonia, que ganaron por uno a tres, entrando en el tiempo de descuento por Bernardo Silva.

## Clubes
| Club                  | País     | Año       |
| --------------------- | -------- | --------- |
| Sporting de Braga "B" | Portugal | 2019-2020 |
| Sporting de Braga     | Portugal | 2020      |
| U. D. Almería         | España   | 2020-2023 |
| R. C. D. Mallorca     | España   | 2023-act. |